# Belém de Maria
Belém de Maria es un municipio brasileño del estado de Pernambuco. Posee dos distritos: Belém de Maria (sede) y Batateira. Tiene una población estimada al 2020 de 12.122 habitantes.

## Historia
El territorio de Belém de Maria pertenecía inicialmente al municipio de Bonito. Un aglomerado de habitaciones fue surgiendo a los márgenes del Río Panelas, conocido como Capoeira. Este aglomerado fue blanco de una misión religiosa de padres capuchinos, entre ellos el padre Ibiapina. Los padres iniciaron la construcción de una capilla dedicada nuestra Señora de los Dolores y sugirieron el cambio del nombre del lugar a Belém de Maria. Se cree que esta capilla sea la actual Iglesia Matriz, cuya fachada establece el año de la conclusión en 1873.
La población fue elevada a la categoría de villa en torno al 1910, siendo distrito de Bonito. Posteriormente, el distrito fue incorporado al municipio de Lagoa dos Gatos. En 1930, se hizo distrito de Catende. La autonomía del municipio vendría en 31 de diciembre de 1958. Otro hecho  importante fue la fundación del Educandário Nordestino Adventista, ENA, el año de 1943. Ese fue una de las primeras instituciones de enseñanza pertenecientes la Iglesia Adventista del Séptimo Día, fundada en el nordeste de Brasil.

## Inundaciones de 2017
El 27 de mayo de 2017 el municipio de Belém de Maria fue azotado por fuertes inundaciones, las más grandes resgistradas.
Las lluvias que alcanzaron la Zona de la Mata Sur de Pernambuco el día sábado 27, dejó la ciudad de Belén de Maria bajo el agua. En el municipio, un verdadero río se formó en el Centro y en toda el área baja. Las aguas del Río Panelas llegaron a la Igreja da Matriz, la Unidade Mista Nossa Senhora de Lurdes, único centro hospitalario que realiza procedimientos de baja y media complejidad, quedó inutilizada después del temporal.☃☃ Las aguas alcanzaron un metro y medio dentro de la maternidad, destruyendo equipamientos, medicamentos, camas y prontuarios. También fueron alcanzadas las escuelas Adauto Caricio, y la escuela Presidente Tancredo Neves dejando centenares de alumnos siaulasse. Según datos de la Codecipe (Coordenadoria de Defensa Civil de Pernambuco) que visitó 881 residencias, de estas, 618 fueron alcanzadas, 27 casas quedaron destruidas, y 236 dañadas. Edificios públicos también sufrieron daños graves. entre ellos el Forum Guilhermino de Souza Melo.